# Sveta Nedelja (Zágráb megye)
Sveta Nedelja (magyar nevén Szentnedele) város és község Horvátországban Zágráb megyében. Közigazgatásilag Bestovje, Brezje, Jagnjić Dol, Kalinovica, Kerestinec, Mala Gorica, Novaki, Orešje, Rakitje, Srebrnjak, Strmec, Svetonedeljski Breg és Žitarka települések tartoznak hozzá.

## Fekvése
Zágráb központjától 17 km-re nyugatra, az A3-as autópálya mellett a Szávamenti-síkság és a Szamobori-hegység találkozásánál fekszik.

## Története
A régészeti leletek tanúsága szerint Sveta Nedelja területén már a római korban emberi település volt. Itt vezetett át az Emonából Sisciába vezető kereskedelmi út, amely mellett a mai Jagnjić Dol határában  kisebb település alakult ki. Ezen a helyen épületmaradványok, cserépedények, bronz fibulák és a középső császárkorból származó érmék kerültek elő. A legértékesebb lelet az a 3. századból származó Pontius-emlékkő, melynek másolata ma a kerestineci Rimski trg (Római tér) dísze. Híres leletek a Svetonedeljski Breg területén dr. Gorjanović és mások által talált megkövesedett halak, kagylók és növények maradványai is, melyeknek egy része a Horvát Természettudományi Múzeumban és a Szamobori Városi Múzeumban található.
A terület a középkorban Oklics várának uradalmához tartozott, de a 14. század elején az oklicsi várispánság területét Zágráb vármegyébe olvasztották. Sveta Nedelja plébániáját 1501-ben említik először, bár létezésére már 1334-ben is történik utalás a zágrábi káptalan statútumában. Régi temploma is ekkortájt épülhetett, bár pontos építési ideje nem ismert. A templomról szóló monda szerint a Száva egyik nagy árvize alkalmával történt, hogy a víz visszahúzódása után a domb alatti tóban egy Szentháromság szobrot találtak. Ekkor egy hangot hallottak mely meghagyta számukra, hogy a megtalálás helyén templomot építsenek.
Trianon előtt Zágráb vármegye Szamobori járásához tartozott. A község mai formájában 1992-ben alakult meg. Sveta Nedelja 2006-ban kapott városi rangot, ezzel a megye legfiatalabb városa. 2011-ben a községnek 18032, a városnak 1333 lakosa volt.

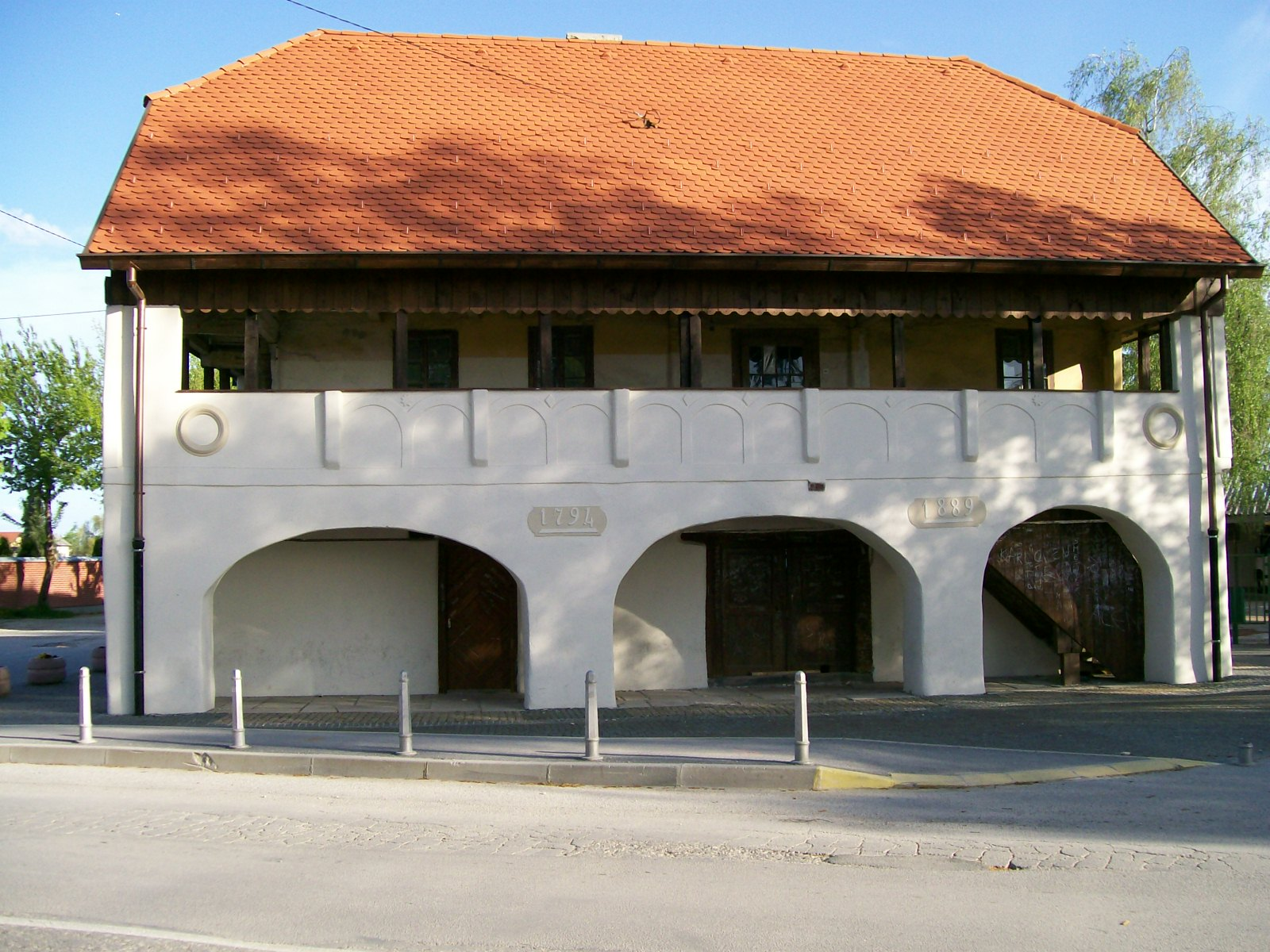
A régi plébániaépület

## Nevezetességei
- A Szentháromság tiszteletére szentelt plébániatemploma[3] mai formájában 1768 és 1786 között épült késő barokk stílusban. Elődje egy 1501 körül épített sokat szenvedett gótikus templom volt. A templomot a 18. század első felében kezdték átépíteni, mely során meghosszabbították és kórust építettek hozzá. Később többször átépítették, külseje 1786-ban nyerte el mai formáját. Négyszög alaprajzú egyhajós templom, mely apszissal záródik. Kupolával fedett, melyet belülről stukkó és ornamentika díszít. Harangtorony a főhomlokzat mellett áll. Berendezésének legjelentősebb darabjai az 1811-ben készült főoltár, a 17. században készült a Fájdalmas Szűzanya kőből faragott szobrával ékesített mellékoltár, a szószék és a Heferer műhelyében 1900-ban készített orgona. 1608 és 1783 között a templom mellett áll a Szent Péter kápolna, mely Erdődy III. Péter temetőkápolnájaként szolgált. Ma ezen a helyen egy sírkőlap található befalazva. A kápolna és az egykori sírbolt maradványait feltárták. Itt szolgált plébánosként 1760 és 1787 között Mihalj Šilobod Bolšić az első horvát aritmetikai mű szerzője, akinek kaj horvát nyelven írt könyvét 1758-ban adták ki. Az ő nevéhez fűződik a szentélynek és a hajónak 1783 és 1786 között történt újbóli kialakítása és az új harangtorony megépítése. Itt hunyt el 1787. április 8-án.
- Szent Rókus kápolnát[4] 1668-ban említik először, mai formáját 1728-ban nyerte el. A barokk egyházi építészet értékes példája négyszög alaprajzú épület négyszög alaprajzú szentéllyel. A homlokzat felett emelkedő kis harangtornya 1927-ben épült. A kápolna legnagyobb értéke az 1751-ben épített impozáns barokk oltár, a szentély teljes falát elfoglalja. Értékes még a szószék és az Anton Scholz által épített orgona. Az orgona hét regiszteres, egymanuálos, pedál nélkül készült 1799-ben. Máig eredeti állapotában maradt fenn. A kápolnát 1934-ben épített kerítés övezi.
- A plébánia régi épülete[5] 1792-ben épült. Négyszög alaprajzú egyemeletes épület, földszinti részén nyitott árkádokkal. A földszinti rész kőből, az emelet részben fából készült. Az épület arról is nevezetes, hogy itt nyílt meg egykor a település első iskolája.
- A mai plébánia épülete[6] a falu központjában, a plébániatemplom mellett található. Az egyemeletes, négyszögletes alaprajzú épület 1889-ben épült neo stílusban. A földszint térbeli kialakítása az elülső és a hátsó helyiségek során alapul. A középső részben az elülső fal mellett kétszárnyú lépcső található. Az első emeletet egy központi csarnok uralja, amelyet két oldal szegélyez. A szobákat síkmennyezettel fedték, az alagsort pedig porosz boltozatokkal alakították ki.

## Kultúra
A svetonedeljai kraluš egy díszes nyaklánc, melynek készítésének művészete különleges Sveta Nedelja területén. A kraluš kivitelezésben és a megjelenésben bizonyos hasonlóságokat mutat a kontinentális Horvátország hasonló ékszereivel, de méretében, díszében és színében különbözik tőle. Kralužnak vagy kraguljnak is nevezik, mely Sveta nedelja környékén a 19. században kezdett megjelenni. Az évtizedek során a szertartások női népviseleti ékszereinek része lett.

## Külső hivatkozások
- A város weboldala
- A város weboldala
- A város weboldala
- A város turisztikai egyesületének honlapja
- A helyi tűzoltóegylet honlapja